# Maud Lewis
Maud Kathleen Lewis (ur. 7 marca 1903 w South Ohio, zm. 30 lipca 1970 w Digby) – kanadyjska malarka z Nowej Szkocji, jedna z najbardziej znanych artystek ludowych.

## Dzieciństwo
Urodzila sie jako Maud Kathleen Dowley. Była córką Johna i Agnes ( z domu Germain) Dowley. Cierpiała na młodzieńcze reumatoidalne zapalenie stawów, czego efektem były nie w pełni sprawne ręce. Maud zapoznała ze sztuką jej matka, która nauczyła ją robić kartki świąteczne. Jej kariera artystyczna zaczęła się od sprzedaży ręcznie malowanych kartek bożonarodzeniowych.
W 1935 zmarł jej ojciec, a w 1937 odeszła matka. Zgodnie ze zwyczajem panującym w tamtych czasach jej brat Charles odziedziczył dom rodzinny. Przez krótki czas mieszkała razem z nim, a następnie przeniosła się do Digby, gdzie zamieszkała ze swoją ciotką.

## Małżeństwo
16 stycznia 1938, w wieku 34 lat, wyszła za mąż za Everetta Lewisa, handlarza ryb z Marshalltown. Według Everetta, Maud niespodziewanie pojawiła się w jego drzwiach; odpowiedziała na ogłoszenie, które zamieścił w lokalnych sklepach: „Szukam pomocy domowej dla czterdziestoletniego kawalera”. Kilka tygodni później wzięli ślub. Zamieszkali w Marshalltown w jednopokojowym domu z sypialnią na antresoli. Dom ten stał się pracownią Maud, w której Everett wykonywał wszystkie prace domowe. Przeżyła większość swojego życia w ubóstwie, w domu, który aktualnie znajduje się w Galerii Sztuki Nowej Szkocji w Halifax.
Maud Lewis towarzyszyła swojemu mężowi podczas jego codziennych obowiązków związanych ze sprzedażą ryb, przynosząc ze sobą kartki świąteczne, które samodzielnie malowała. Sprzedawała je po 25 centów za sztukę. Kartki te stały się popularne wśród klientów jej męża, który zachęcał ją do malowania i kupił jej pierwszy zestaw farb olejnych. Maud zaczęła tworzyć na różnych powierzchniach, takich jak płyty pilśniowe, masonitowe, czy blachy do pieczenia. Była płodną artystką, malowała w ich małym domu między innymi na ścianach, drzwiach, pojemnikach na jedzenie, a nawet na kuchence. Całkowicie zamalowała zwykłą tapetę w grube łodygi, liście i kwiaty.

## Obrazy

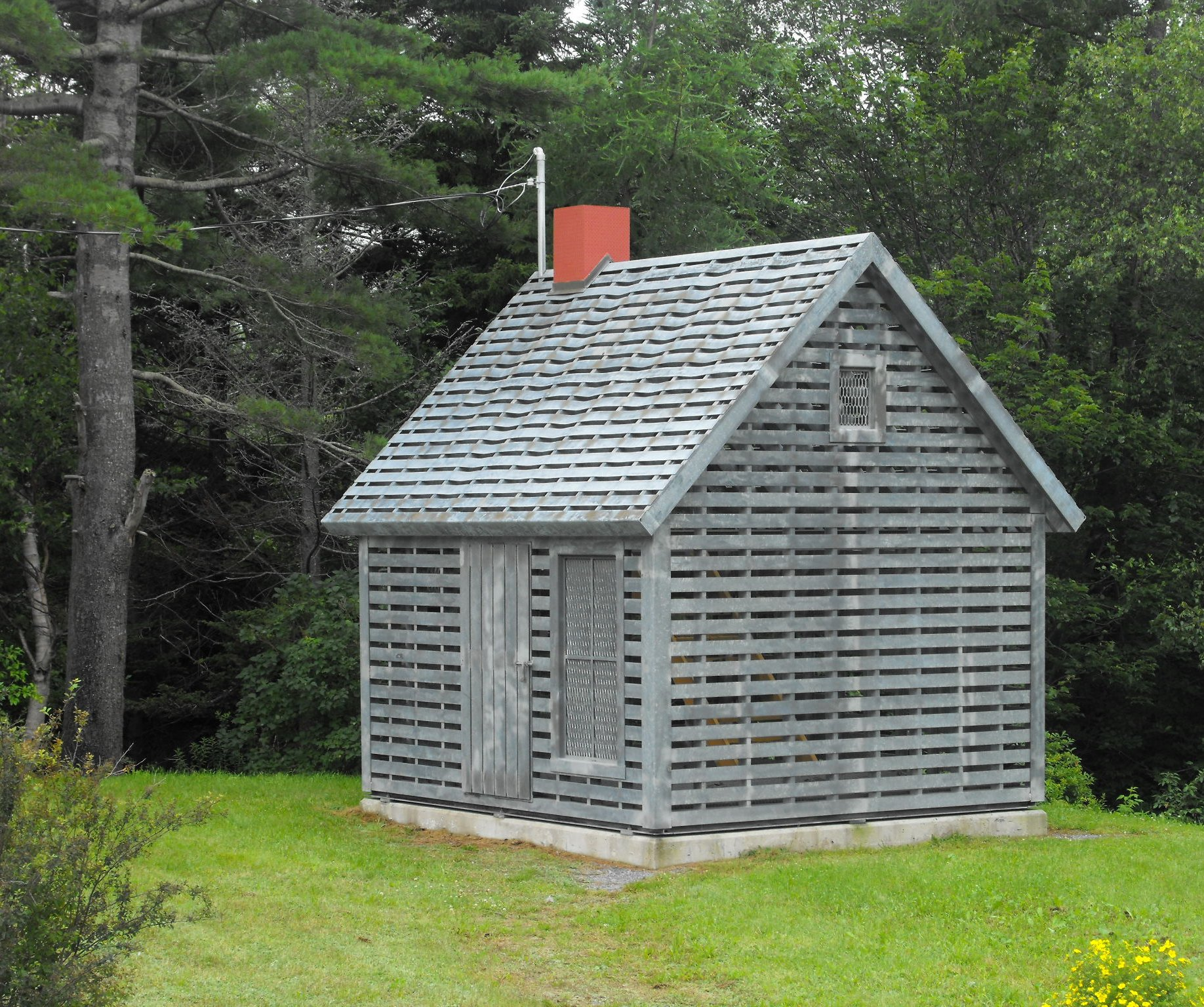
Pomnik w kształcie domu Maud Lewis w Marshalltown

Maud Lewis używała żywych kolorów, często malując kwiaty, woły, konie, ptaki, jelenie i koty. Wiele z jej obrazów przedstawiało krajobrazy, takie jak kołyszące się na wodzie łodzie u wybrzeży wyspy Cape, konie ciągnące sanie, łyżwiarze, portrety psów, kotów, jeleni, ptaków i krów. Jej obrazy były inspirowane dziecięcymi wspomnieniami krajobrazów i ludzi z Yarmouth i South Ohio, a także z miejsc w Digby, między innymi z Point Prim i Bayview. Na jej twórczość miały również duży wpływ kartki świąteczne i kalendarze. W większości jej dzieła mają małe wymiary – często nie więcej niż 8 na 10 cali, choć wiadomo, że namalowała co najmniej 5 obrazów o rozmiarach 24 na 36 cali. Rozmiar jej prac był ograniczony możliwością poruszania rękami. Do malowania wykorzystywała głównie drewniane płyty i farby olejne Tinsol. Jej technika polegała na pokryciu deski białą farba, narysowaniu szkicu, a następnie nałożeniu farby bezpośrednio z tubki. Nigdy nie łączyła i nie mieszała kolorów.
Pierwsze obrazy z lat czterdziestych są rzadkością. Dużą kolekcję można znaleźć w Galerii Sztuki Nowej Szkocji (АGNS), która okazjonalnie wystawia kolekcję okiennic marki Chaplin/Wennerstrom (teraz część kolekcji firmy Clearwater Fine Foods Inc.). Składa się ona z 22 okiennic, które Lewis ozdobiła na początku lat czterdziestych na zlecenie Amerykanów, którzy mieli domek na wybrzeżu. Okiennice mają 5 na 1,6 cala. Za to zlecenie Lewis otrzymała 70 centów od sztuki.
Między 1945 a 1950 rokiem wiele osób zaczęło zatrzymywać się pod domem Lewis w Marshalltown przy drodze krajowej nr 1, głównym szlaku turystycznym w zachodniej Nowej Szkocji, i kupować jej obrazy za 2 lub 3 dolary. Tylko w ciągu ostatnich trzech lub czterech lat Lewis zaczęła sprzedawać je za cenę od 7 do 10 dolarów. Zyskała uwagę całego kraju dzięki artykułowi w gazecie Star Weekly opublikowanemu w 1964 i występie w programie Telescope w 1965. Dwa z jej obrazów zostały zamówione do Białego Domu w 1970 podczas prezydentury Richarda Nixona. Niestety artretyzm nie pozwolił jej na dokończenie wielu zleceń, które dostała w wyniku rozgłosu.
W ostatnich latach ceny jej obrazów na aukcjach stale rosną. Dwa jej dzieła zostały sprzedane za ponad 16 000 dolarów. Najwyższa do tej pory cena za jej obraz „A Family Outing” wynosi aż 22 200 dolarów na aukcji w Bonham w Toronto 30 listopada 2009. Jej inne dzieło, „A View of Sandy Cove”, zostało sprzedane w 2012 za 20 400 dolarów. Obraz „Portrait of Eddie Barnes and Ed Murphy, Lobster Fishermen” został sprzedany na aukcji w sklepie w Ontario za prawie trzy razy wyższą cenę niż szacowano. Aukcja internetowa zakończyła się 19 maja 2017, a obraz, który wyceniano na 16 000 dolarów, osiągnął cenę 45 000 dolarów.

## Późniejsze życie i śmierć
Przez ostatni rok życia Maud Lewis siedziała w jednym kącie domu i malowała tak często, jak tylko ciągłe wizyty w szpitalu jej na to pozwalały. Zmarła w Digby. W 1979 jej mąż Everett został zabity przez włamywacza, który próbował okraść jego dom.

## Dom Maud Lewis

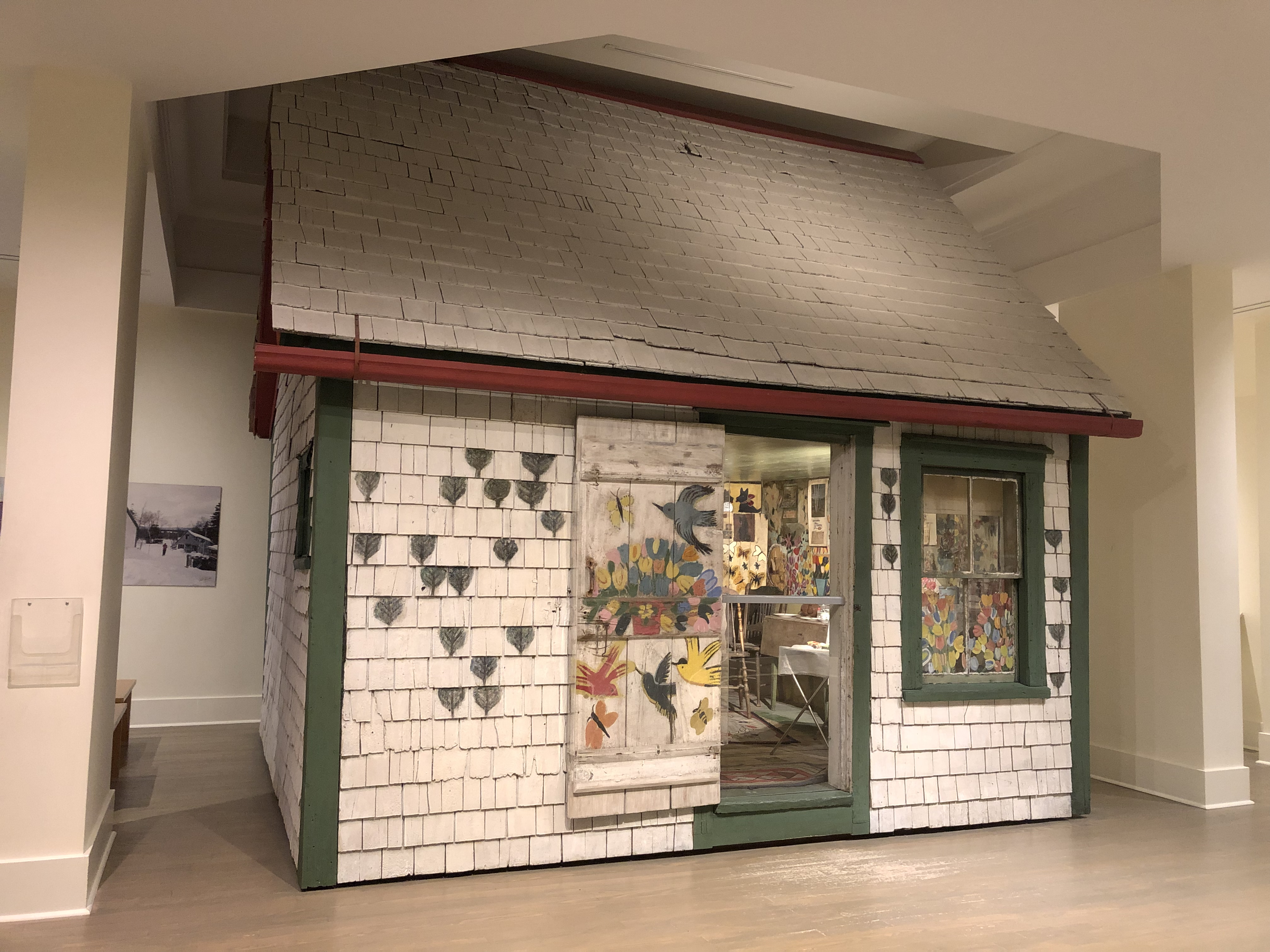
Oryginalny malowany dom Maud Lewis znajdujący się w Galerii Sztuki Nowej Szkocji (АGNS) w Halifaxie

Po śmierci obojga małżonków ich wymalowany dom zaczął się rozpadać. Grupa zaniepokojonych mieszkańców z Digby założyła Stowarzyszenie Malowanego Domu Maud Lewis; ich jedynym celem było zachowanie tego miejsca. W 1984 dom kupiła prowincja Nowa Szkocja i został przekazany pod opiekę Galerii Sztuki Nowej Szkocji (АGNS) w Halifax. Odnowiony i ulokowany w galerii, stanowi część stałej wystawy Maud Lewis.
Zaprojektowana przez architekta Briana Mckaya-Lyona pamiątkowa rzeźba ze stali, wzorowana na jej domu, została postawiona w Marshalltown dokładnie w tym samym miejscu, gdzie stał on wcześniej. Replika domu Maud Lewis wraz z jego wnętrzem została zbudowana w 1999 przez emerytowanego rybaka Rossa Murraya w odległości kilku kilometrów na północ od Маrshalltown, przy drodze na półwysep Digby Neck w Seabrook.

## Film
W 2016 reżyser Aisling Walsh zrealizowała film biograficzny Maudie z Sally Hawkins w roli Maud Lewis.